# La battaglia di Austerlitz (Gérard)
La battaglia di Austerlitz (Bataille d'Austerlitz, 2 décembre 1805) è un quadro di François Gérard, dipinto nel 1810. Si tratta di una delle opere visibili nella galleria delle Battaglie, nella reggia di Versailles, in Francia.

## Storia
François Gérard dipinse la tela nel 1810, che venne esposta per la prima volta al Salon del 1810. Nel 1833, il re Luigi Filippo, al potere da tre anni, decise di trasformare la reggia di Versailles in un museo storico della Francia. La galleria delle Battaglie venne inaugurata nel 1837. Vi furono esposte 33 tele monumentali che ritraggono degli episodi militari della storia francese, inclusa la tela di Gérard. Le tele della galleria sono disposte in ordine cronologico, perciò l'opera è posta tra quelle che rappresentano la battaglia di Hohenlinden (1800) e la battaglia di Iena (1806).

## Descrizione
La battaglia di Austerlitz è un olio su tela di 5,3 metri di altezza per 9,58 metri di lunghezza. L'opera ritrae una scena della battaglia di Austerlitz, svoltasi nel 1805: secondo il catalogo del Salon di quell'anno si tratta del momento nel quale il generale Jean Rapp annuncia all'imperatore dei francesi che la guardia imperiale russa è stata respinta. Attorno al generale e all'imperatore si trovano le truppe della Grande Armata (a sinistra si notano i mamelucchi) e in primo piano si trovano dei soldati morti o feriti.
In origine Gérard dipinse quattro figure allegoriche che reggevano l'opera quando questa si trovava ancora in un soffitto del palazzo delle Tuileries: sono le personificazioni della storia, della fama, della poesia e della vittoria. Queste figure sarebbero state riprese in seguito dall'artista per incorniciare una composizione più piccola che ritrae la tomba di Napoleone nell'isola di Sant'Elena (prima che la salma dell'imperatore venisse rimpatriata).